# Neuengasse 5 (Biel)
Neuengasse 5 ist ein Gewerbe- und Bürobau der 1920er und 1930er Jahre in Biel (französisch Bienne) im Schweizer Kanton Bern. Die Erweiterung von 1935 «gehört zu den überzeugendsten Gewerbebauten der Moderne in Biel». Das Ensemble wurde 2006 unter Denkmalschutz gestellt.

## Lage
Das Bauwerk befindet sich im Quartier Neustadt Nord (Nouvelle ville nord) nördlich der Schüss. Der Erweiterungsbau liegt hinter der Musikschule.

## Geschichte
Der «Altbau» wurde 1925 durch Saager & Frey geplant. Das Treppenhaus wurde 1939 nach dem Vorbild Münchner Bauten der späten 1930er Jahre gestaltet. Die Erweiterung des Gewerbebaus nach Norden um «Garage», Vorführsaal und Treppenturm erfolgte 1935 durch dieselben Architekten. Bauherr war die Firma A. Perrot, später Perrot AG. In den Jahren 1927 bis 1948 wurde das Bieler «Bahnhofquartier» nördlich des Bahnhofs geschlossen nach Bauvorschriften des Neuen Bauens errichtet.
Das Gebäude wurde 2003 rechtswirksam im Bauinventar des Kantons als «schützenswert» verzeichnet und mit Vertrag vom 4. November 2006 unter Schutz gestellt. Kulturgüter-Objekte der «Kategorie C» wurden noch nicht veröffentlicht (Stand: August 2023).

## Beschreibung
Der Altbau ist ein Massivbau mit L-förmigem Grundriss. Die Strassenfassade im Stil des Späthistorismus ist symmetrisch angelegt. Sie zeigt seitliche Erker und einen wappengeschmückten Quergiebel, der die zentrale Achse betont. Das Dach ist ein geknicktes Walmdach. Die «schöne Eingangssituation» wird von einer aufwändigen Stuckkassettendecke geprägt. Das «sehr schöne» Treppenhaus wurde 1939 mit schwer wirkenden Elementen aus poliertem Travertin neu gestaltet. Das Bauwerk gilt als «ansprechender, für 1925 recht konservativer Bau».
Der Erweiterungsbau von 1935 zeigt einen klaren Baukörper mit Flachdach. Die schmalere Nordfassade hat im Erdgeschoss ein hohes Band mit vier vergitterten Fenstern. Die nach Westen orientierte Hauptfront trägt ein «leicht wirkendes» Vordach über der Verladerampe. Das grosse Fenster des Vorführsaal wird durch vertikale Kunststein-«Sprossen» gegliedert. Überragt wird der Bau durch den Treppenturm. Er ist an der Nordwestecke abgerundet und zeigt dort ein hohes Fensterband mit sechs Kunststein-«Sprossen» sowie eine Dekorstandarte. Der Bau mit seiner «sachlich kühlen Fassade» gilt als «hochinteressant und konsequent durchgestaltet». Der Zugang bzw. die Verladerampe und das Innere des Treppenturms wurden später neu gestaltet.

## Belege
1. 1 2 3 4 5  Denkmalpflege des Kantons Bern: Biel/Bienne, Neuengasse 5. In: Bauinventar des Kantons Bern. Kanton Bern, abgerufen am 21. Januar 2024.

Koordinaten: 47° 8′ 14″ N, 7° 14′ 32,6″ O; CH1903: 585112 / 220712